# Celastrus tetramerus
Celastrus tetramerus är en benvedsväxtart som beskrevs av Standl. Celastrus tetramerus ingår i släktet Celastrus och familjen Celastraceae. Inga underarter finns listade.